# آرکتیک کت
آرکتیک کت (انگلیسی: Arctic Cat) شرکت خودروسازی آمریکایی است، که در سال ۱۹۶۰ تأسیس شد.